# Eugène Bléry
Eugène Bléry, född 1805 och död 1887, var en fransk grafiker.
Bléry bereste 1830 södra Frankrike och offentliggjorde samma år en serie landskapslitografier. Bléry utförde senare landskap, träd- och växtstudier i etsningsteknik.